# جان نیولند
جان نیولند (انگلیسی: John Newland؛ ۲۳ نوامبر ۱۹۱۷ – ۱۰ ژانویهٔ ۲۰۰۰) یک هنرپیشه، کارگردان، فیلم‌نامه‌نویس، و تهیه‌کننده اهل ایالات متحده آمریکا بود.

## گزیده فیلمشناسی
از فیلم‌ها یا برنامه‌های تلویزیونی که وی در آن نقش داشته‌است می‌توان به آثار زیر اشاره کرد.
- هاوایی فایو-او (۱۹۷۰ کارگردان)
- نایت گالری (۱۹۷۲ کارگردان و هنرپیشه)
- بچه‌های سوت‌زن (۱۹۸۳ کارگردان)
- قرارداد شرافتمندانه (۱۹۴۷ هنرپیشه)